# Аксаков Іван Сергійович
Іва́н Сергі́йович Акса́ков (* 26 вересня (8 жовтня) 1823, Надеждино Белебеєвського повіту Уфимської губернії — † 27 січня (8 лютого) 1886, Москва) — російський письменник-публіцист, юрист, журналіст, громадський діяч, ідеолог слов'янофільства.

## Життєпис
Народився в селі Куроєдово (Надьожино) поблизу міста Бєлєбєй Оренбурзької губерній. Походив зі старовинного дворянського роду. Син російського письменника Сергія Тимофійовича Аксакова. З 1826 жив у Москві, початкову освіту дістав удома. 1838—42 роках навчався у Петербурзькій Школі правознавства, після чого перебував на державній службі. 1848—49 як чиновник МВС таємно наглядав за розкольниками в Бессарабії. 30(18) березня 1849 арештований жандармами за виявлене в листуванні з батьками співчуття до Ю. Самаріна, ув'язненого в Петропавлівській фортеці; через чотири дні за розпорядженням імператора Миколи I відпущений під поліцейський нагляд. Написавши низку поезій, у тому числі заборонених цензурою, і відмовившись припинити літературну працю, як того вимагав міністр внутрішніх справ Л. Перовський, в 1851 був змушений піти у відставку. 1852 у 1-му томі укладеного ним «Московского сборника» опублікував, зокрема, статтю «Несколько слов о Гоголе», високо оцінивши «подвиг життя» письменника. Другий том, також за його впорядкуванням, зазнав урядової проскрипції, після чого Аксакову було заборонено редагувати будь-які видання.
Наприкінці 1853 за завданням відділення статистики Російського географічного товариства вирушив в Україну досліджувати економічні питання. Побував у Києві, Харкові, Полтаві та інших містах України. В листах до рідних розповідав про велике враження, яке справили на нього люди, природа, пісні України. Зібрані факти узагальнив у монографії «Исследование о торговле на украинских ярмарках» (СПб., 1858), за що отримав велику Костянтинівську медаль Російського географічного товариства і половинну Демидовську премію Петербузької Академії наук. Схвальний відгук на цю працю подав М. Бунге.
Під час Кримської війни 1853—1856 із Серпуховською дружиною Московського ополчення пройшов Україною до Одеси, а потім до Бессарабії. 1856 взяв участь у діяльності спеціальної комісії з визначення, наскільки Крим потерпів від бойових дій та інших військових акцій, і з розслідування інтендантських зловживань. Того ж року надіслав з Миколаєва та інших міст Причорномор'я матеріали для російської преси. 1857, перебуваючи за кордоном, налагодив співробітництво з Вільною російською друкарнею. У Москві 1858 завідував конторою журналу «Сельское благоустройство», 1858—59 негласно редагував «Русскую беседу», друкував твори Т. Шевченка, П. Куліша, Марка Вовчка, Д. Мордовця, М. Максимовича, М. Симонова (М.Номиса).
Спільно з М. Погодіним 1858 ініціював створення московського Слов'янського благодійного комітету. 1859 започаткував газету «Парус», запросивши до співпраці й українських авторів. Але за те, що він чітко не виокремив українців у програмному переліку представників слов'янських народів, йому вчинив обструкцію П. Куліш, підтриманий Т. Шевченком. Конфлікт прагнув уладнати М. Максимович, утім, «Парус» за «неблагонадійність» уже на другому номері уряд закрив). Пізніше Аксаков виступав не тільки проти вирізнення «особливої малоруської літературної мови», а й проти репресій, поцілених на «малоруське наріччя».
Видавав часописи «День» (1861—1865), «Москва» та «Москвич» (1867—1868), «Русь» (1880—1886). Зазнавав цензурних утисків. На початку 1866 одружився з дочкою Ф. Тютчева Ганною — гувернанткою молодших дітей імператора Олександра II, фрейліною. 1874 в часописі «Русский архив» умістив монументальну біографію «Федор Иванович Тютчев». Від 1872 очолював Товариство аматорів російської словесності при Московському університеті, від 1874 — правління московського кредитного товариства. 1875—76 був головою Слов'янського комітету, 1877—78 — Слов'янського товариства.
Під час війни Сербії та Чорногорії проти Османської імперії 1876—78 і російсько-турецької війни 1877—1878 розгорнув широку кампанію на підтримку визвольної боротьби південних слов'ян, постачав гроші та зброю. За висловлену на засіданні Слов'янського товариства 4 липня (22 черв.) 1878 критику царської дипломатії був до 1879 адміністративно висланий з Москви. В останні роки життя — один із керівників православного місіонерського товариства, гласний Московської думи. 1885 через хворобу призупинив свою діяльність і все літо відпочивав у Криму.
Помер у Москві. Залишив велику епістолярну спадщину.

## Твори
Написав «Дослідження про торгівлю на українських ярмарках» (1858), яке є важливим джерелом для вивчення історії торгівлі. У віршах та драмах розвивав ідеї слов'янофілів. Видавав та редагував ряд газет, зокрема «Русь».
- Полное собрание сочинений. В 7 т. М., 1886—87.
- Письма к родным: 1844—1849. М., 1988
- Письма к родным: 1849—1856. М., 1994.

## Аксаков і Шевченко
Шевченко та Аксаков були знайомі. З відома Івана Аксакова як видавця в журналі «Русская Беседа» (1859, № 3) опубліковано вірші «Вечір» («Садок вишневий коло хати»), «Сон (На панщині пшеницю жала)».
Тарас Шевченко негативно поставився до Аксакова. Він відмовився співпрацювати з ним в газеті «Парус», яку Аксаков редагував, сатирично згадав журнал «Русская Беседа» у вірші «Умре муж в великій Власяниці». З іншого боку Шевченко назвав «діамантовим» вірш Аксакова «На новый год».